# (2122) Пятилетка
(2122) Пятилетка (лат. Pyatiletka) — небольшой астероид главного пояса, который был открыт 27 июня 1971 года советской женщиной-астрономом Тамарой Смирновой в обсерватории Крыма и назван в честь советских пятилетних планов экономического развития СССР — Пятилеток.
Период обращения этого астероида вокруг Солнца составляет 1359,2000685 земных суток.